# Hülleneinband

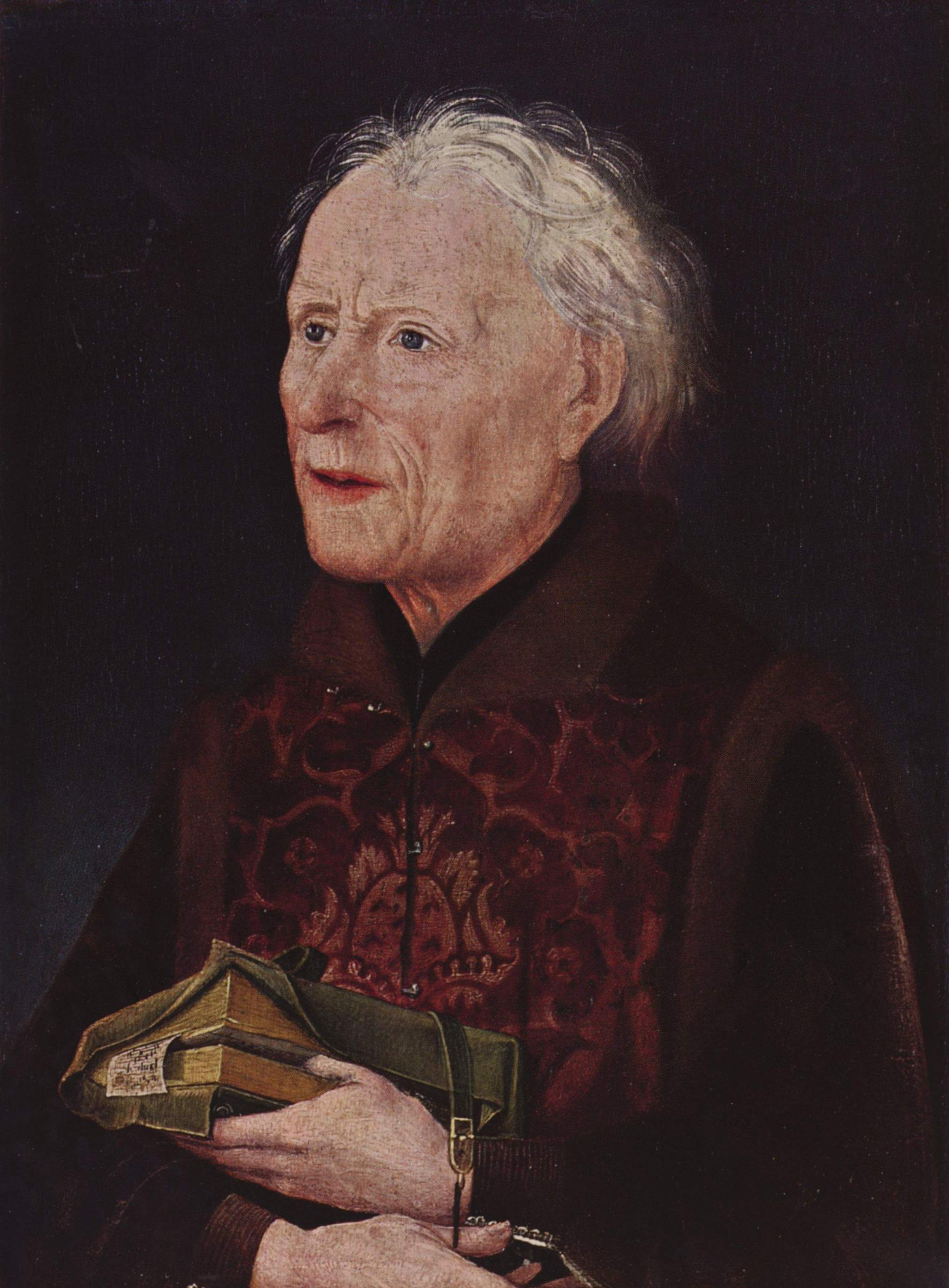
Szene des Löwenstein-Diptychons von Hans Pleydenwurff, Kanonikus Georg Graf von Löwenstein mit einem Hülleneinband

Hülleneinband bezeichnet eine im Mittelalter gebräuchliche Form eines eingebundenen Buches, dessen Bezugsmaterial an den Kanten nicht umgeschlagen und befestigt, sondern über sie hinaus verlängert wurde. So konnte das Buch darin eingeschlagen werden. Zuweilen wurde sogar zum Schutz der ersten Hülle noch eine zweite hinzugegeben. Um ein möglichst einfaches Einschlagen zu ermöglichen, war das Bezugsmaterial der Hülleneinbände in der Regel sehr weiches Leder (Wildleder), manchmal aber auch Stoff oder Samt.

## Verwendung
Der mittelalterliche Hülleneinband war zunächst nur für kleine Gebrauchsbücher gedacht, die der Besitzer ständig bei sich trug. Die Umhüllung diente dabei dem Schutz der empfindlichen Buchschnitte auf der Reise. Später jedoch, im 15. und 16. Jahrhundert, wurden technisch vergleichbare Konstruktionen auch für den Schutz großer Folianten angewandt. Hier verblieb das Buch zwar meist am selben Ort, konnte aber auf diese Weise ebenfalls vor einer Beschädigung der möglicherweise kostbar verzierten Schnitte geschützt werden. Eine vergleichbare Form ist auch heute noch bei englischen Gebet- und Gesangbüchern verbreitet, hat hier allerdings eine eher schmückende als bewahrende Funktion.
Ebenso wie bei den Beutelbüchern, die sich insofern von den Hülleneinbänden unterscheiden, als das Bezugsmaterial nur am Unterschnitt verlängert wurde, sind nur sehr wenige Exemplare erhalten geblieben. Da viele mittelalterliche Darstellungen auf eine größere Verbreitung hindeuten, geht man davon aus, dass später, als die Bücher nicht mehr in ständigem Gebrauch waren und eine platzsparende Lagerung wichtiger wurde als die ursprüngliche Funktion des Hülleneinbandes, der überstehende Stoff vielfach einfach abgeschnitten wurde.